# Inženjerijska bojna GMTBR
Inženjerijska bojna Gardijske motorizirane brigade ustrojena je 2008. godine od srodnih ustrojbenih cjelina nekadašnjih gardijskih brigada, a u njezin su sastav ušle inženjerijske satnije Prve, Druge te Četvrte gardijske brigade.
Među težišnim zadaćama bojne jesu inženjerijsko-graditeljski radovi, pripreme za mirovne misije, te provedba partnerskih ciljeva s težištem na inženjerijsku mobilnost, protumobilnost i sposobnost preživljavanja, kao i provedba borbeno usredotočene i učinkovite obuke u standardnim vojničkim vještinama. Pripadnici ove bojne moraju također biti spremni za obavljanje zadaća pomoći i spašavanja, te drugih netradicionalnih zadaća poput gašenja velikih šumskih požara i provođenja mjera protupoplavne zaštite, a zaduženi su i za provođenje zadaća zimske službe.
Bojna u svom sastavu ima Pionirsku i Inženjerijsku satniju te Zapovjedni, Mosni i Logistički vod, u skladu s namjenom koju obavljaju.
Bojna je smještena u vojarnu "Kula" u Sinju.